# Ристо Филиповски
Ристо Филиповски (на македонска литературна норма: Ристо Филиповски) е политик от Социалистическа република Македония.

## Биография
Роден е през 1921 г. Има двама сина Александър и Илия, който е бивш министър на икономиката (2002-2004). Филиповски е републикански секретар за финанси с ранг на министър в четиринадесетото и петнадесетото правителство на СРМ. Умира на 11 февруари 2003 г. в град Скопие.